# 17062 Бардо
17062 Бардо (17062 Bardot) — астероїд головного поясу, відкритий 10 квітня 1999 року.
Тіссеранів параметр щодо Юпітера — 3,205.